# Ninti
Ninti ou NinTi est la déesse sumérienne de la vie.
Ninti est une des huit divinités créées par la déesse Ninhursag pour soigner le corps d'Enki. Ninti, dont Ti signifie côte, fut chargée de soigner la douleur costale d'Enki. Enki avait mangé des fleurs interdites et fut ensuite maudit par Ninhursag, qui plus tard fut contrainte de le soigner.
Certains historiens suggèrent que cette histoire a servi de base à l'histoire d'Adam et Ève dans le Livre de la Genèse ,.

## Hommage
Ninti est l'une des 1 038 femmes dont le nom figure sur le socle de l'œuvre contemporaine The Dinner Party de Judy Chicago. Elle y est associée à la Déesse de la fertilité, deuxième convive de l'aile I de la table.